# Dyo
Dyo (Aussprache [djo]) ist eine französische Gemeinde mit 325 Einwohnern (Stand 1. Januar 2022) im Département Saône-et-Loire in der Region Bourgogne-Franche-Comté. Sie gehört zum Arrondissement Charolles und ist Mitglied im Gemeindeverband Communauté de communes Brionnais Sud Bourgogne. Die Bewohner werden Dyotois und Dyotoises genannt.

## Geografie
Die Gemeinde gehört zur historischen Landschaft Brionnais. Charolles liegt etwa 13 km nördlich, Paray-le-Monial 20 km nordwestlich. 
Umgeben wird Dyo von den sieben Nachbargemeinden:
| Changy                     | Marcilly-la-Gueurce                         |                                  |
| Saint-Julien-de-Civry      | Kompassrose, die auf Nachbargemeinden zeigt | Ouroux-sous-le-Bois-Sainte-Marie |
| Saint-Germain-en-Brionnais | Saint-Symphorien-des-Bois                   | Colombier-en-Brionnais           |

## Bevölkerungsentwicklung
| Bevölkerungsentwicklung | Bevölkerungsentwicklung | Bevölkerungsentwicklung | Bevölkerungsentwicklung | Bevölkerungsentwicklung | Bevölkerungsentwicklung | Bevölkerungsentwicklung | Bevölkerungsentwicklung | Bevölkerungsentwicklung |
| Jahr                    | 1962                    | 1968                    | 1975                    | 1982                    | 1990                    | 1999                    | 2007                    | 2018                    |
| ----------------------- | ----------------------- | ----------------------- | ----------------------- | ----------------------- | ----------------------- | ----------------------- | ----------------------- | ----------------------- |
| Einwohner               | 438                     | 417                     | 373                     | 352                     | 338                     | 327                     | 334                     | 337                     |

## Sehenswürdigkeiten
- Burgruine Dyo, wahrscheinlich am Ende des 11. Jahrhunderts errichtet (Privatbesitz, keine Besichtigung)
- Kapelle Saint-Prix
- Kirche Saint-Pierre-aux-Liens aus dem 19. Jahrhundert
- Festes Haus Lavaux aus dem 18. Jahrhundert

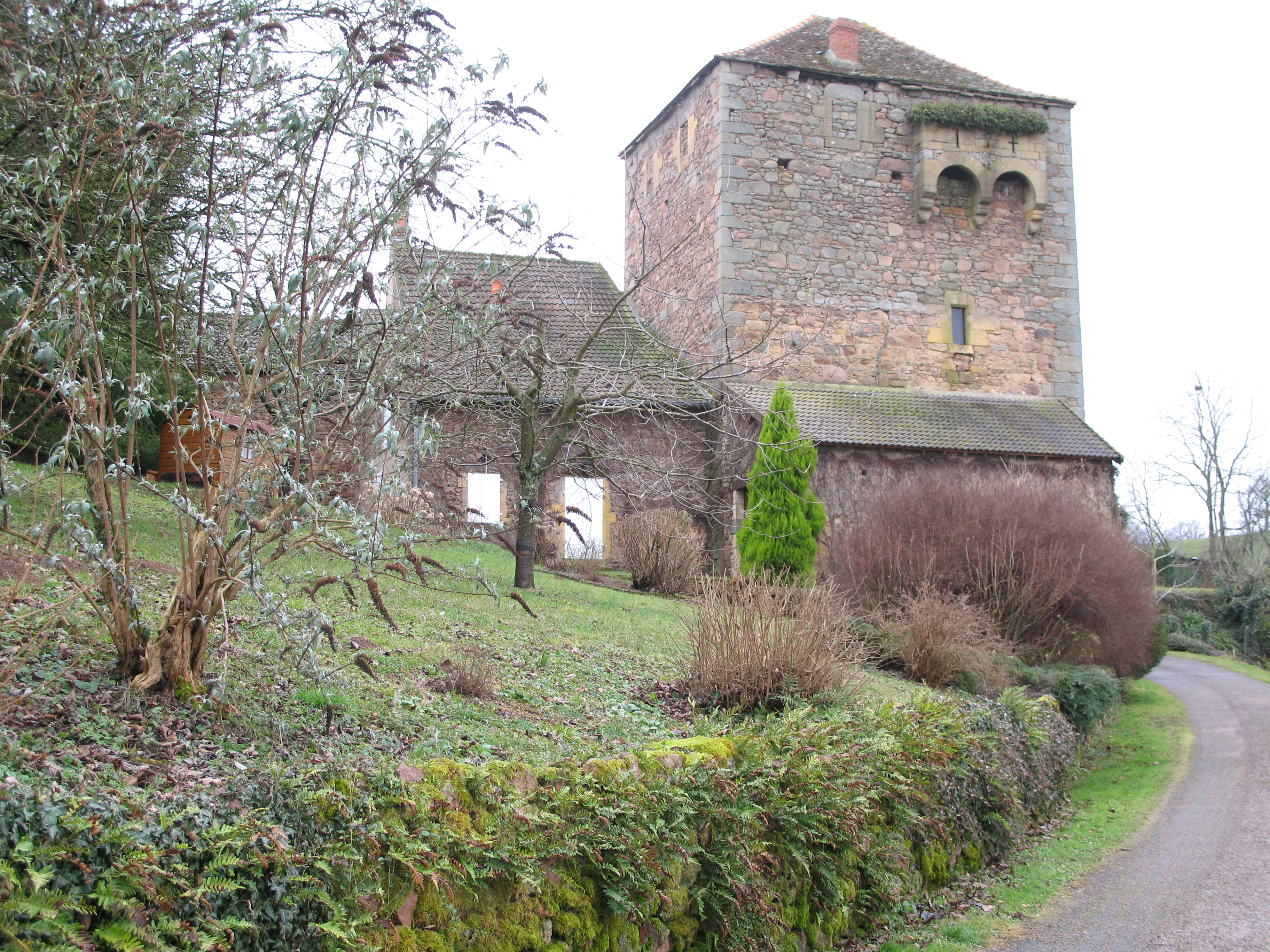
Burgruine Dyo – Portal
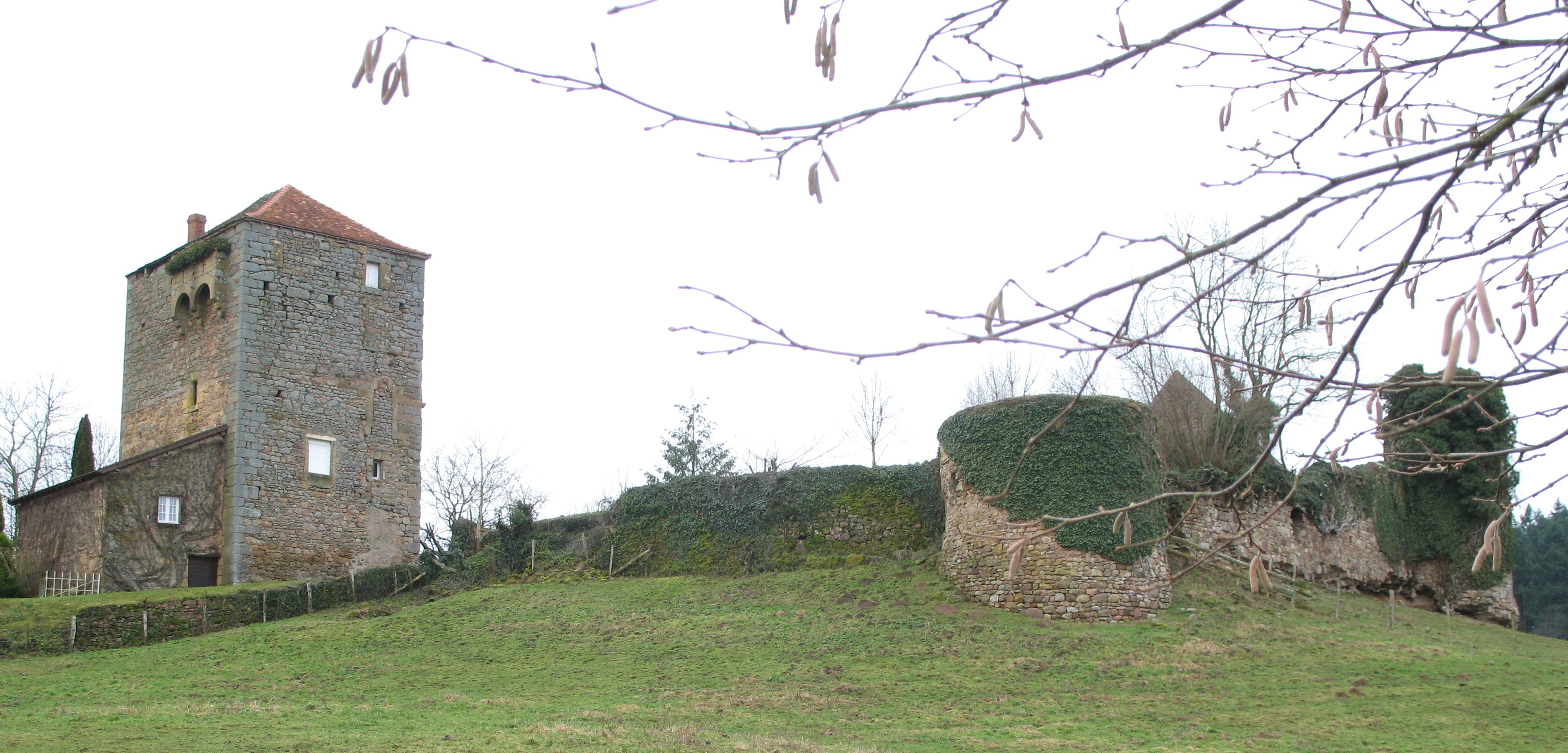
Burgruine Dyo
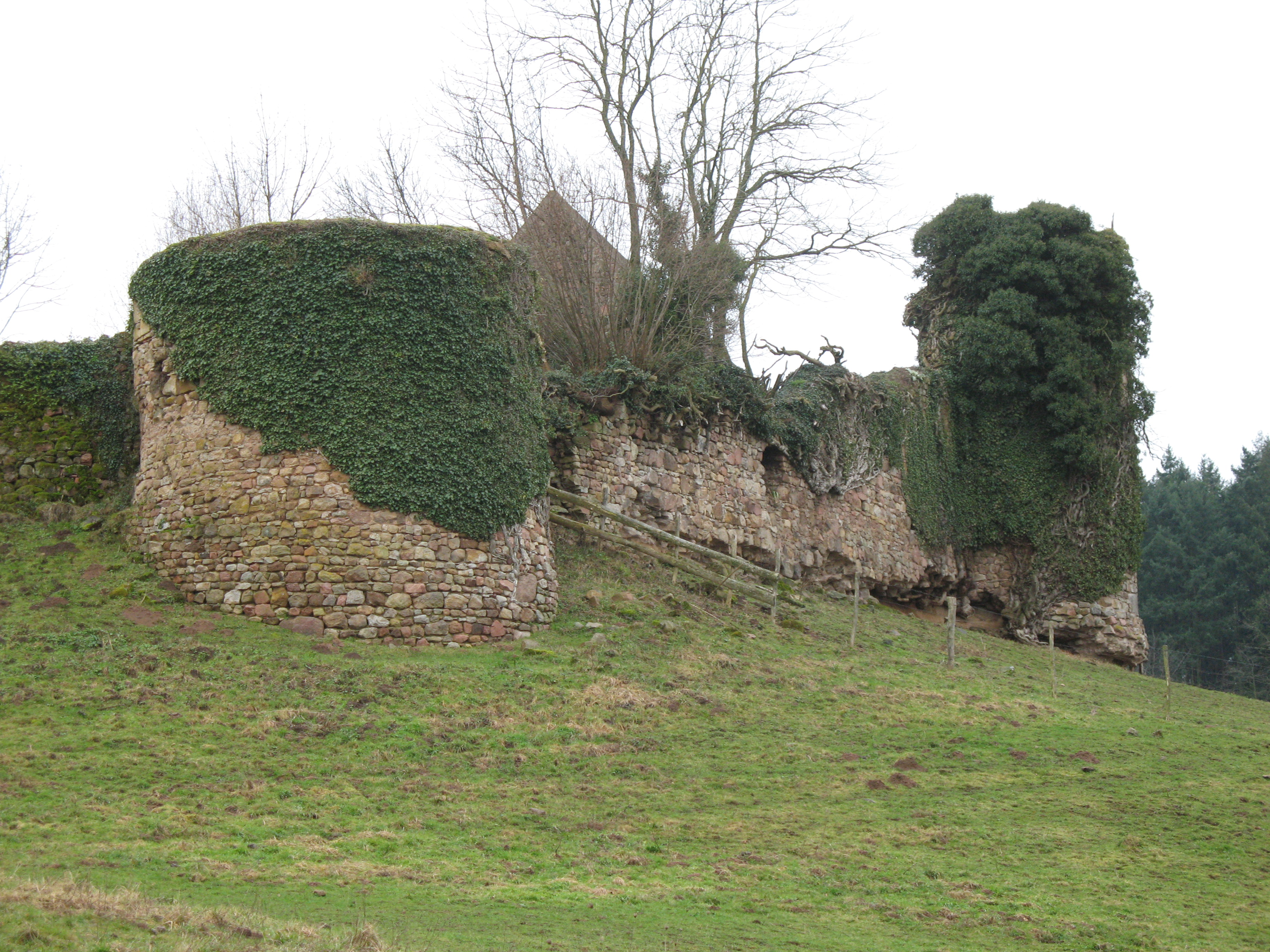
Burgruine Dyo – Türme
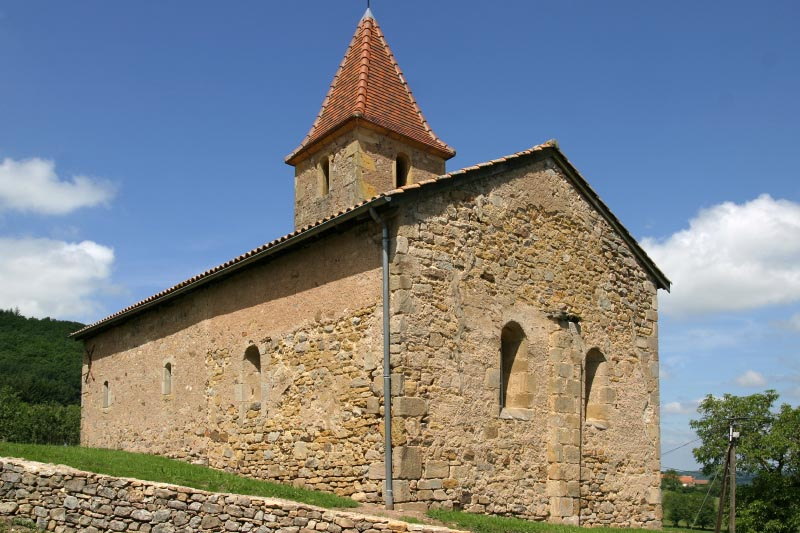
Kapelle Saint-Prix – Chor
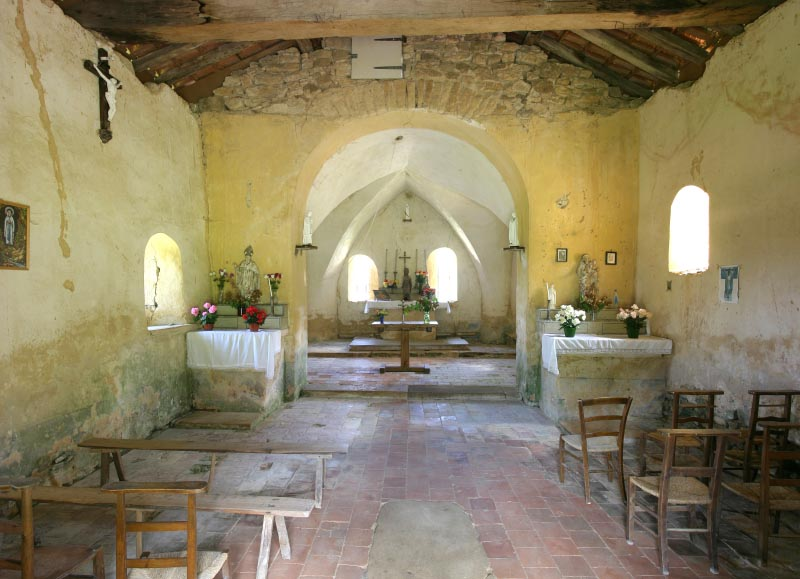
Kapelle Saint-Prix – Innenansicht
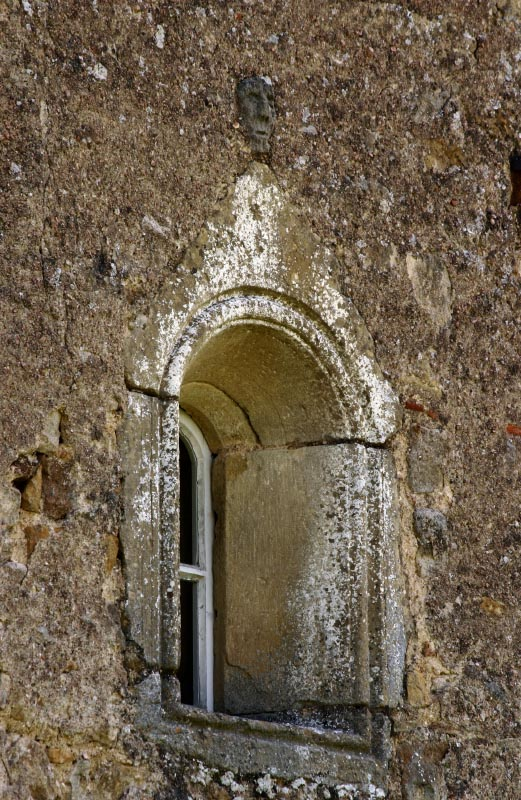
Kapelle Saint-Prix – Nordfenster
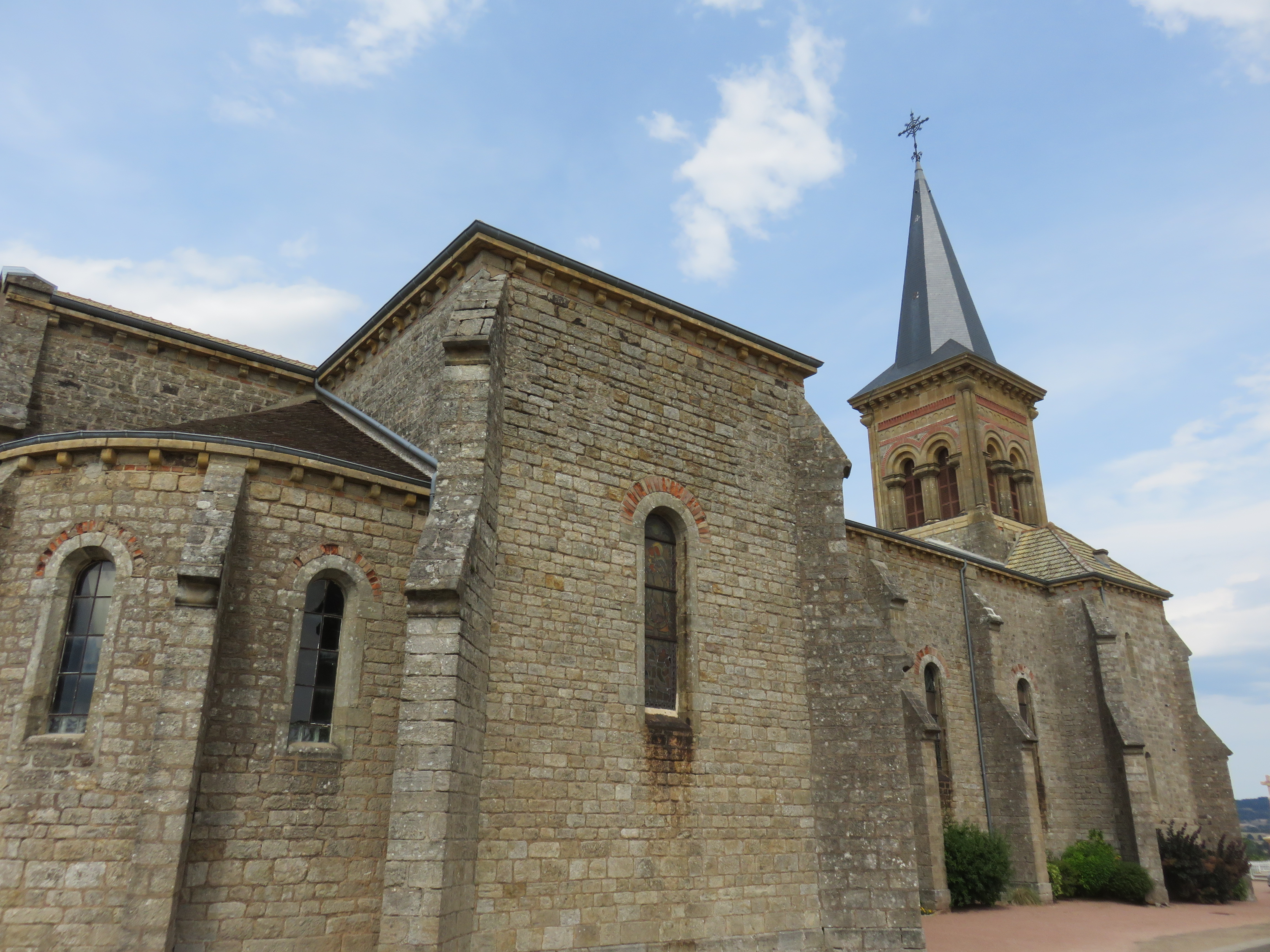
Kirche Saint-Pierre-aux-Liens
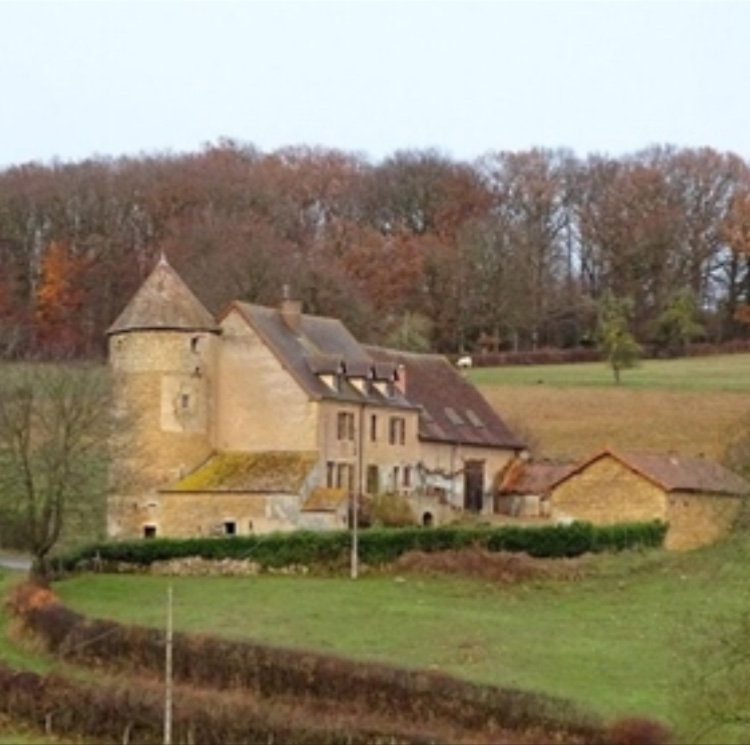
Festes Haus Lavaux